# Na Stawkach
Na Stawkach – część wsi Rytlów w Polsce, położona w województwie świętokrzyskim, w powiecie koneckim, w gminie Słupia Konecka.
W latach 1975–1998 Na Stawkach położone było w województwie kieleckim.